# 中央氣象署地震測報中心

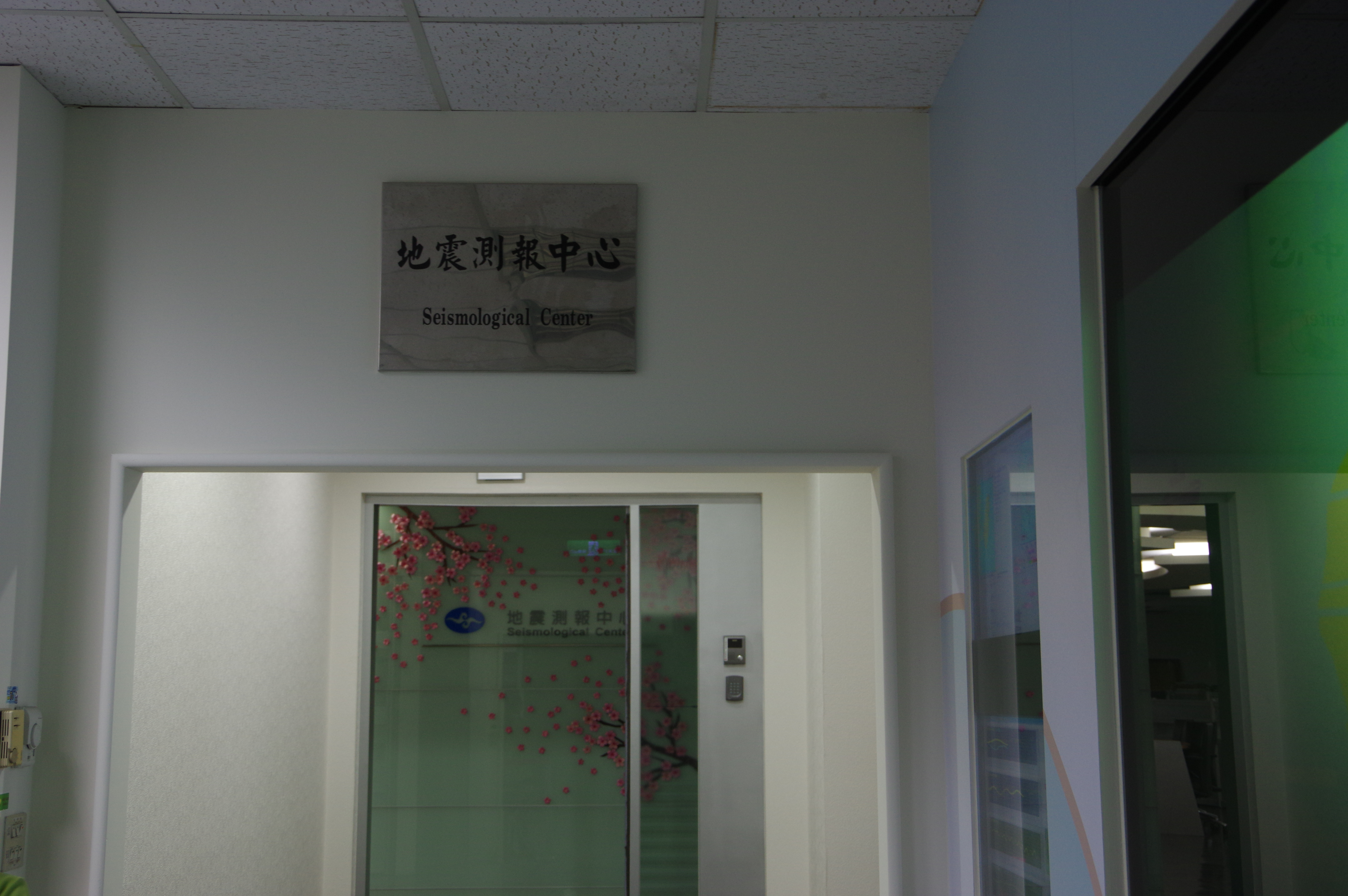
中央氣象署地震測報中心

交通部中央氣象署地震測報中心是中華民國交通部中央氣象署一等附屬氣象測報機構，為臺灣的官方地震測報機構。

## 組織

### 單位沿革
臺灣總督府臺北測候所於1897年12月19日裝設第一部格雷－米爾恩型(Gray-Milne)地震儀，開啟了臺灣地震記錄科學化的時代，1938年臺北觀測所升格為臺灣總督府氣象臺，地震、地動及火山之觀測、調查、報告與研究等屬業務課之部分職掌，1945年二戰結束，同年11月1日成立臺灣省氣象局接管臺灣總督府氣象臺，原地震觀測業務由隸屬觀測科之地震股延續辦理。1971年交通部中央氣象局恢復建制，承接臺灣省氣象局並予改制，地震觀測業務由測政組下之地球物理科繼續掌理。
臺灣位於歐亞大陸板塊與菲律賓海板塊交界處，地震活動甚為頻繁，而隨著經濟建設的迅速發展，各大都會區人囗密度不斷提高，高樓大廈林立，大幅增加了地震災害的潛在危險。為加強對臺灣地區地震活動之測報工作，以降低地震災害，於民國1989年7月1日正式成立「交通部中央氣象局地震測報中心」，並取代原有之地球物理科。
中心成立後隨即積極執行「加強地震測報－建立地震觀測網計畫」，除將原有19處地震站的垂直動地震儀汰換成三向量之地震儀外，並陸續增建31處三向量地震站，六處深井站，並合併中央研究院地球科學研究所及中正大學之地震站，建構成本署即時地震觀測網，使得整個臺灣地區之地震測報功能與精確度大為提升。
在積極擴建臺灣地震監測網之同時，本署於1992年至1997年度間依照規劃執行了「強地動觀測計畫」，總計在臺北、新竹、臺中、嘉義、臺南、高雄、宜蘭、花蓮、臺東等九大都會區裝設了自由場強震站629站，另完成51座結構物強震監測系統的安裝工程。
所獲地震資料不僅可提供工程單位從事耐震反應譜設計，肆應重大工程防震設計所需外，亦提供了各地區震度模式發展（至2001年度止計有自由場強震站660站，及58座結構物強震監測系統）。
賡續「強地動觀測計畫」之成效，本署該中心於1997年1月再行提報「強地動觀測第二期計畫－建置強震速報系統」，經行政院核定自1998年度起開始執行，期程6年，實施方式主要是在即時地震監測網之部分測站加裝具有即時輸出數位資料功能的強震儀，以建立即時強震觀測網，將各地強、弱地動訊息即時同步傳送回臺北之地震測報中心，加速了對各地區震度之掌控，而所接收各測站的震度資料，亦可供是否成災之初步判斷。而地震速報系統因採全自動處理作業方式發布地震消息，強震測報時效得以提高，並加速傳遞地震消息予各重要交通控管中心及救災單位，以有效避免災情之擴大。
為深入瞭解臺灣地形變化與地震活動的關連性，本署自1993年度開始設置永久性的全球衛星定位追蹤站（簡稱GPS站），以連續監測記錄方式量測各追蹤站之高程及水平變位，至2001年度止共完成37站，此大地衛星測量網可長期調查全島地殼變化的概況，並可經由與地震發生時序之比對，研判臺灣未來地震活動之趨勢，從而建立地震預測之能力。

### 組織架構
- 主任（1人，簡任第十一職等）
  - 副主任（2人，簡任第十職等）
  - 技正（6人，薦任第八職等至第九職等）（內1人得列簡任第十職等）
  - 科長（6人，薦任第八職等）
  - 技士（21人，委任第五職等或薦任第六職等至第七職等）
    - 技佐（9人，委任第四職等至第五職等）（內4人得列薦任第六職等）
    - 書記（1人，委任第一職等至第三職等）

#### 業務單位
- 綜合規劃科
- 地震監測科
- 地震資料科
- 地震系統科
- 測報技術科
- 地球物理科

### 業務內容
地震監測科
有感地震報告、海嘯警報、火山噴發訊息等資訊發布業務之規劃及執行。
地震測報系統及作業之建置、管理及維運。
二十四小時地震守視業務之規劃、聯繫、執行及督導。
地震、海嘯及火山等相關重大事件之資訊彙整。
地震測報相關法規研擬與制訂。
其他有關地震監測業務事項。
地球物理科
地球物理資料處理、備份及提供。
地球物理系統建置、管理及維護。
地球物理觀測資料綜合分析。
地震前兆分析技術研發。
其他有關地球物理資料管理事項。
測報技術科
地震測報技術之研發、轉移及支援。
即時地震站資料接收與系統整合之建置、管理與維護。
資料服務展示系統及地球物理資料庫管理系統之建置、管理及維運。
資訊系統及設備之安全、管理、維運。
其他有關研究發展事項。
地震資料科
地震資料之處理、備份及統計。
地震資料處理系統及作業之建置、管理及維運。
地震資料庫索引檔案之整理及更新。
地震季報及年報之編纂。
特殊地震活動觀測分析及每月地震活動例行分析報告撰寫。
其他有關地震資料處理事項。
地震系統科
地震及地球物理儀器之採購、管理及維運。
地震及地球物理站房之場址規劃、勘選、建置、管理及維運。
地震及地球物理資料之傳輸線路申請、管理及維運。
中心電力空調消防設備之建置、管理及維運。
庫房及財產管理。
其他有關系統維運事項。
綜合規劃科
地震測報業務施政計畫、科技計畫、預算及出國計畫之提報及管制考核。
地震科技計畫委辦、會議召開及合作交流。
為民服務相關業務、地震防災教育宣導之規劃及執行。
文書及檔案管理。
地震測報及防救災業務之規劃、行政規則制定、聯繫、執行。
其他有關綜合規劃事項。

## 外部連結
- 中央氣象署地震測報中心 （页面存档备份，存于）
- 地震測報中心 （页面存档备份，存于）